# Mitrephora wangii
Mitrephora wangii generic HU – gatunek rośliny z rodziny flaszowcowatych (Annonaceae Juss.). Występuje naturalnie w północnej części Tajlandii oraz w południowych Chinach (w południowej części prowincji Junnan). 

## Morfologia
PokrójZimozielone drzewo dorastające do 16 m wysokości.
LiścieMają kształt od lancetowatego do podłużnie lancetowatego. Mierzą 10–25 cm długości oraz 3–10 cm szerokości. Ogonek liściowy jest mniej lub bardziej owłosiony i dorasta do 5–10 mm długości.
KwiatyRozdzielnopłciowe, zebrane w pęczki, rozwijają się w kątach pędów. Działki kielicha mają okrągły kształt. Płatki zewnętrzne mają okrągły kształt i osiągają do 28 mm długości, natomiast wewnętrzne są mniejsze i owłosione. Kwiaty żeńskie mają 9 owłosionych owocolistków.
OwoceMają jajowaty kształt, zebrane w owoc zbiorowy. Są owłosione, osadzone na szypułkach. Osiągają 30–45 mm długości i 20–28 mm szerokości.

## Biologia i ekologia
Rośnie w gęstych lasach. Występuje na wysokości od 600 do 1600 m n.p.m. Kwitnie od marca do czerwca, natomiast owoce dojrzewają od czerwca do października.